# David Laurence MacLaren
David Laurence MacLaren (1893-1960) est un homme politique canadien qui fut Lieutenant-gouverneur du Nouveau-Brunswick.

## Biographie
David Laurence MacLaren est né le 27 octobre 1893 à Saint-Jean au Nouveau-Brunswick.
Il est nommé Ministre du revenu national le 19 avril 1945 dans le gouvernement Mackenzie King, mais est ensuite battu par Douglas King Hazen aux élections fédérales le 11 juin 1945 alors qu'il se présentait dans la circonscription de St-Jean-Albert. Il démissionne le 29 juillet de la même année.
Il est par la suite nommé Lieutenant-gouverneur du Nouveau-Brunswick du 1er novembre 1945 au 5 juin 1958.
Il est mort le 7 septembre 1960.